# William Faithorne
William Faithorne, né en 1616 à Londres et mort le 13 mai 1691, est un peintre et graveur anglais. Il est l'apprenti de Robert Peake, lui-même peintre et marchand d'estampes, qui a été anobli par Charles Ier.

## Biographie
Lorsqu'éclate la Première Révolution anglaise, il accompagne son maître au service du roi ; il est fait prisonnier à Basinghouse, puis enfermé quelque temps à Aldersgate, où cependant, il est autorisé à poursuivre sa profession de graveur ; parmi d'autres portraits, il fait celui de Georges Villiers, premier duc de Buckingham.
Grâce à l'insistance de ses amis, il retrouva très rapidement la liberté, mais à la condition expresse qu'il quitte l'Angleterre pour s'installer en France. Là, il a la chance d'être formé par Robert Nanteuil. Il eut l'autorisation de regagner l'Angleterre aux alentours de 1650, et ouvrit une boutique près de Temple Bar, où, parallèlement à son activité de graveur, il mène un important commerce d'estampes.
En 1680, il abandonne son commerce et se retire dans une maison, à Blackfriars, où il s'occupe principalement de peindre au pastel des portraits d'après nature, tout en continuant parfois à graver. On dit que sa vie a été écourtée par ses malheurs, par une vie dissolue, et par la mort prématurée de son fils William.
Son fils William (1656 - 1686), graveur à la manière noire (mezzotinto), donne très tôt tous les signes d'un talent de graveur remarquable ; mais il devient paresseux et mène une vie dissolue, et finit par impliquer son père dans des difficultés financières. Parmi les personnes de qualité dont il fait le portrait, on trouve Charles II, Mary, princesse d'Orange, la reine Anne, alors qu'elle était encore princesse du Danemark, et le roi Charles XII de Suède.
Le meilleur compte-rendu que l'on possède sur la famille Faithorne est celui contenu dans les Anecdotes de la peinture, de Walpole. Une « vie de Faithorne l'ancien » est conservée au British Museum parmi les papiers de John Bagford, ami intime de Faithorne et bibliothécaire de Lord Oxford.

## Œuvres

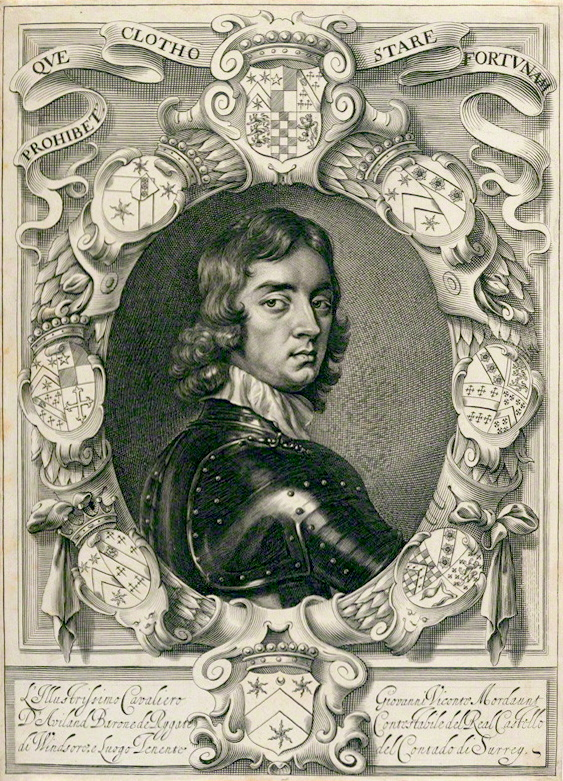
John Mordaunt, premier vicomte Mordaunt, par William Faithorne

Faithorne est particulièrement connu comme portraitiste graveur ; il compte parmi ceux dont il fit le portrait un grand nombre d'éminentes personnalités, telles que Sir Henry Spelman, Olivier Cromwell, Henry Somerset, marquis de Worcester, John Milton, la reine Catherine, le prince Rupert du Rhin, le cardinal de Richelieu, sir Thomas Fairfax, Thomas Hobbes, Richard Hooker, Robert Devereux, 2e comte d'Essex, et Charles Ier.
Toutes ses œuvres sont remarquables par un style qui combine la liberté et la force avec la douceur et la délicatesse, et ses pastels y ajoute des coloris clairs et lumineux.
Il traduit en anglais le traité d'Abraham Bosse sur l'art de la gravure (qui diffusa en Europe les innovations techniques de Jacques Callot), sous le titre The art of graveing and etching, wherein is exprest the true way of graveing in copper. Allso the manner and method of Callot and Mr. Bosse in their severall ways of etching (London, 1662), c'est-à-dire « Traicté des manières de graver en taille douce sur l'airin par le moyen des eaux-fortes. Également la manière et la méthode de Messieurs Callot et Bosse en leurs diverses façons de graver à l'eau-forte » (Londres, 1662).